# El sustituto (película de 1996)
El sustituto (The Substitute en inglés) es una película estadounidense de 1996 dirigida por Robert Mandel y protagonizada por Tom Berenger, Marc Anthony y Ernie Hudson.

## Argumento
El exmarine y mercenario John Shale (Tom Berenger) sustituye a su novia Jane Hetzko (Diane Venora) después de que le agredieran en una escuela secundaria con conflictos sociales muy marcados por un grupo llamado RDR compuesto de narcos juveniles liderados por un cubano llamado Juan Lacas (Marc Anthony).
Shale decide involucrar a su grupo de trabajo encubierto en desbaratar una red de tráfico de drogas clandestina que opera bajo la fachada de la escuela secundaria.  Al cabo del tiempo se percata de que el director Claude Rolle (Ernie Hudson) es un traficante de droga, que lo ayuda uno de sus alumnos, Juan Lacas (Marc Anthony). Con ayuda de Joey Six (Raymond Cruz), Hollan (William Forsythe) y Rem (Luis Guzmán), John Shale finalmente acaba con ellos.

## Reparto
- William Forsythe como Hollan.
- Luis Guzmán como Rem.
- Richard Brooks como Wellman.
- Ana Azcuy como una anunciante.
- Diane Venora como la novia y profesora  Jane Hetzko
- Tom Berenger como Jonathan Shale.
- Raymond Cruz como Joey Six.
- Glenn Plummer como Mr. Darrell Sherman.
- Sharron Corley como Jerome Brown.
- Vincent Laresca como Rodriguez.
- Maurice Compte como Tay.
- Marc Anthony como Juan Lacas.
- Ernie Hudson como Claude Rolle, el director.
- Beau Weaver.
- Cliff De Young como Matt Wolfson.
- Willis Sparks como John Janus.
- Noelle Beck como Deidre Lane.
- Jim Warne como Bull.
- Jody Wilson como Mrs. Andrewson.
- Ian Marioles como KOD Punk.
- María Celedonio como Lisa Rodriguez.
- David Spates como Michael Davis.
- David Hayes como Frank Davis.
- Peggy Pope como Hannah Dillon.
- Mercedes Enríquez como la enfermera del instituto.
- Artie Malesci como Marvin.
- Rodney A. Grant como Johnny Glades.
- Gustavo Laborie como Drug Carrier.
- Dwight Lauderdale.
- Margo Peace como Mrs. Rolle.
- Marta Velasco como la secretaria de Rolle.
- Mike Benitez como el profesor de química.
- Bryan Friday como un miembro del SWAT.

## Recepción
Fernando Morales, periodista de El País, la definió como una fallida historia de alumnos difíciles y profesores que intentan sacar lo mejor de ellos, y el único que se salva es Tom Berenger.
La actuación realizada por Marc Anthony es muy sólida y consistente.